# André Gill
André Gill, pseudonimo di Louis-Alexandre Gosset de Guines (Parigi, 17 ottobre 1840 – Charenton-le-Pont, 1º maggio 1885), è stato un illustratore francese.

## Biografia

### Gioventù
Gill era figlio del conte di Guines e di Silvie-Adeline Gosset, una sarta nata il 7 luglio 1818 a Landouzy-la-Ville, che si trova nell'antica provincia della Thiérache, nel dipartimento dell'Aisne. Lo pseudonimo "Gill" è dovuto al fatto che gli amici lo soprannominavano spesso le beau Geille.

### Carriera
I primi disegni di Gill vennero pubblicati intorno al 1859, durante il secondo Impero francese, prima sul Journal amusant, e poi su Le Hanneton. I suoi disegni apparvero sul giornale La Rue dell'amico Jules Vallès, così come su riviste satiriche come Le Charivari, La Lune (1866), e L'Éclipse. Sulla prima pagina dell'Éclipse del 10 maggio 1868, comparve un'immagine rappresentante il giornalista-avvocato di colore Victor Cochinat giudicata razzista e negrofoba. Sempre su l'Éclipse, il 19 luglio 1874, comparve un'illustrazione di Gill di "Madame Anastasie", divenuta una celebre allegoria della censura. Gill fece anche illustrazioni per riviste da lui fondate come Gill-Revue (1868), La Parodie (1869-1870), La Lune rousse (1876), Les Hommes d'aujourd'hui (1878), La Petite Lune (1878-1879) e L'esclave ivre (1881). Illustrò anche il romanzo L'ammazzatoio di Émile Zola.
Gill è noto per aver ospitato a casa sua, al numero 89 di rue d'Enfer, il poeta Arthur Rimbaud, giunto sul posto (forse a insaputa del caricaturista) quando quest'ultimo venne a Parigi per la prima volta durante il mese di febbraio del 1871.
Gill partecipò attivamente alla Comune di Parigi del 1871. Nel mentre, frequentava la Federazione degli artisti di Gustave Courbet ed era amministratore responsabile del Musée du Luxembourg.
In occasione delle elezioni legislative del 1877 e poi del 1885 pubblicò un opuscolo, venduto a cinque centesimi e intitolato Il Bollettino del voto, che presentava alcuni dei candidati con un ritratto disegnato da egli stesso, inciso da Baret, e con un testo a sostegno scritto da un giornalista. Nel 1877 uscirono settantadue numeri e altri ancora nel 1855.
Gill faceva parte del circolo dei poètes Zutiques con il suo amico e discepolo Émile Cohl. Dopo la caduta della Comune, il disegnatore abbandonò lo stile caricaturista per evitare di essere oggetto di controversie, e si entusiasmò dell'impressionismo, senza tuttavia riscontrare lo stesso successo che aveva avuto lavorando nel giornalismo. 
Gill era anche un cantautore che andava regolarmente presso il Cabaret des Assassins (nome ispirato a un dipinto ivi esposto che raffigurava il pluriomicida Jean-Baptiste Troppmann), poi rinominato Lapin Agile, di cui Gill creerà l'insegna. Una copia dell'immagine originale è conservata al Musée de Montmartre di Parigi.

### Ultimi anni e morte

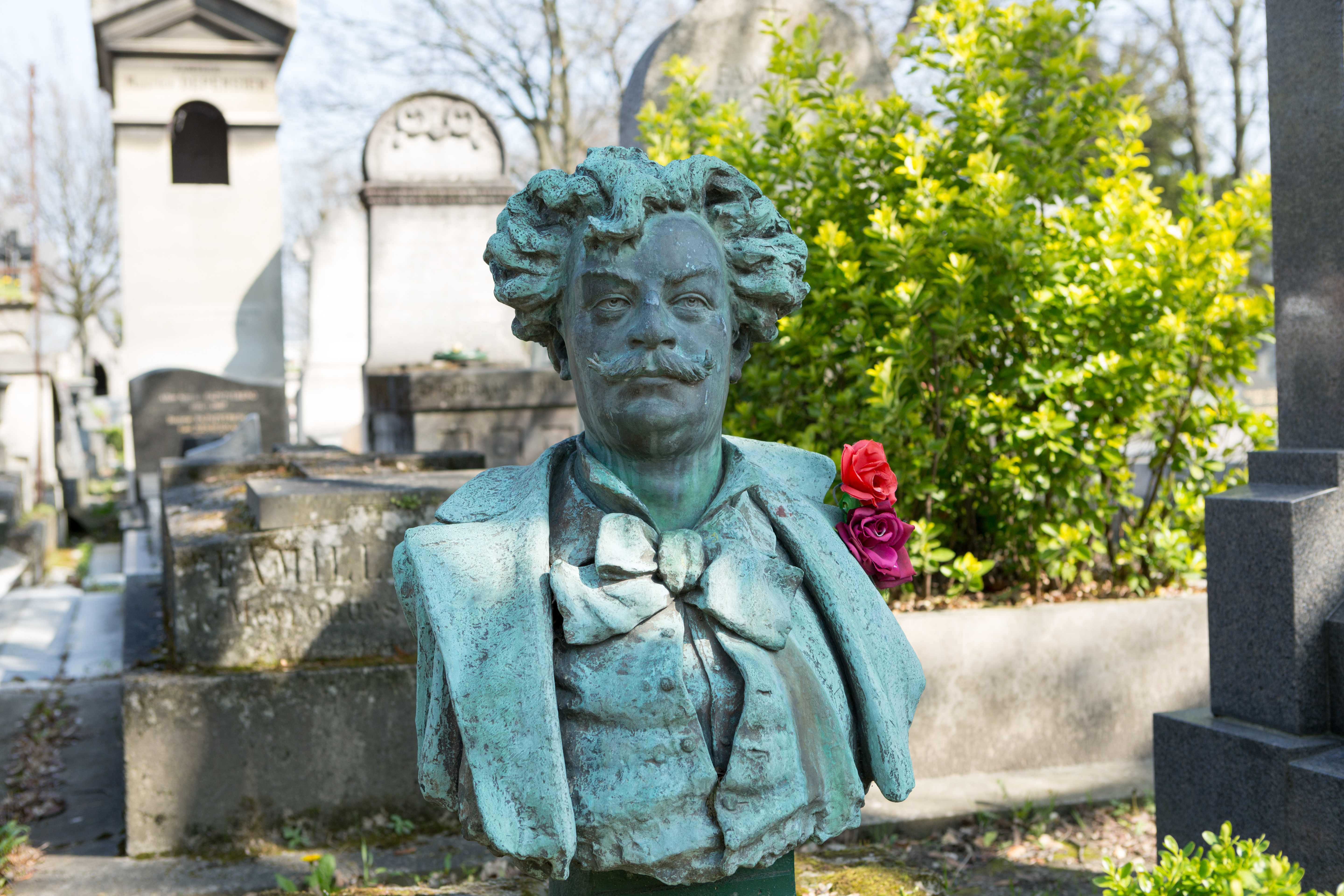
Tomba di André Gill

Nel 1881, periodo in cui Gill stava attraversando una fase economica difficile, suo figlio Jacques morì prematuramente. Il 16 ottobre di quell'anno, Gill venne ritrovato nelle strade di Bruxelles, dopo che aveva vagato senza meta per giorni. Date le sue condizioni mentali del tutto instabili, gli amici lo accompagnarono in una casa di cura a Evere, a nord della capitale belga. Jules Vallès e Callet lo riportarono a Parigi. Nel 1883 Cohl firmò una sottoscrizione affinché Gill venisse internato nel manicomio di Charenton.
Alphonse Daudet riportò nella prefazione delle memorie del vignettista una testimonianza sugli ultimi giorni di André Gill:
Gill morì nel 1885 e venne sepolto nel cimitero di Père-Lachaise.

## Galleria d'immagini

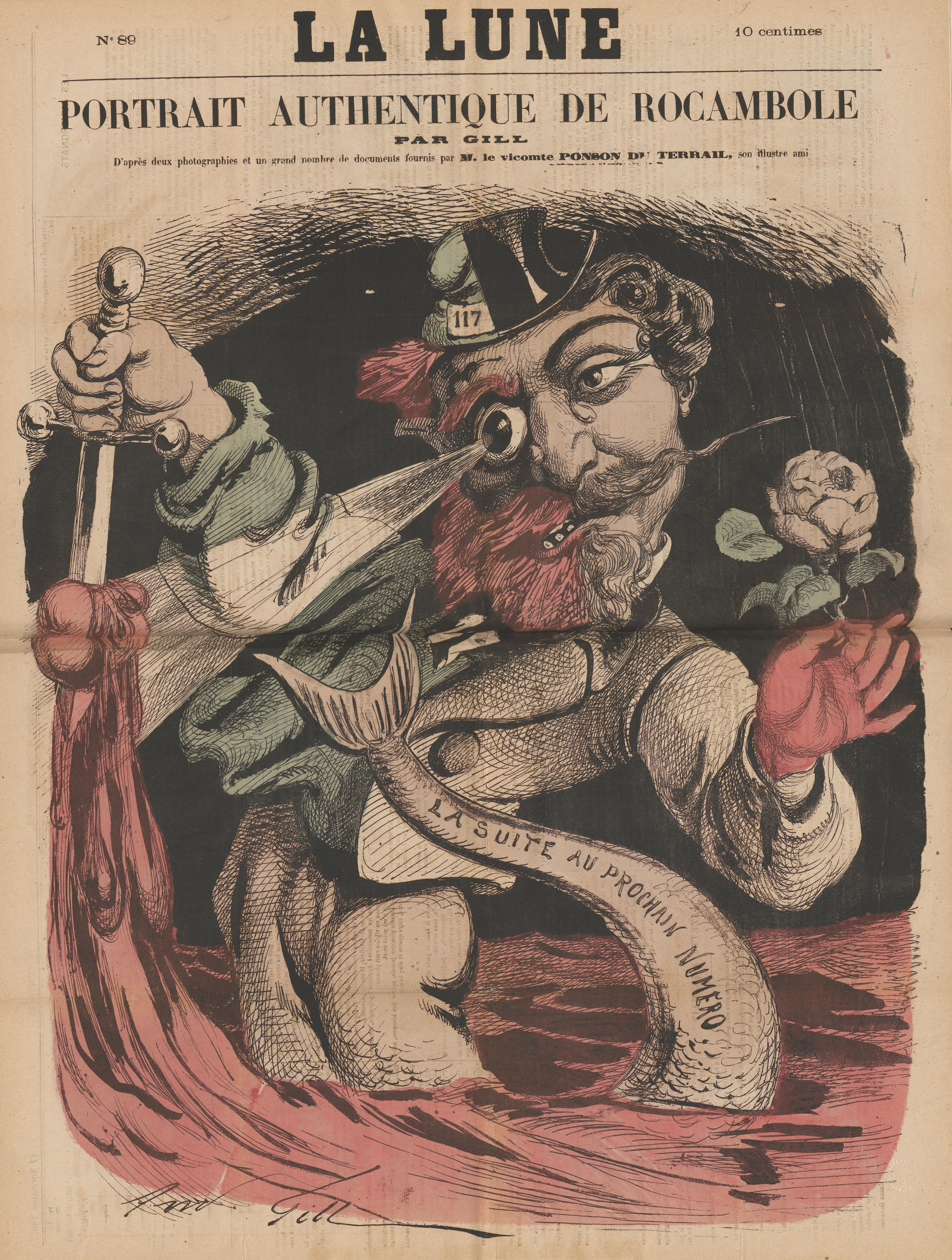
Napoléon III en Rocambole (1867)
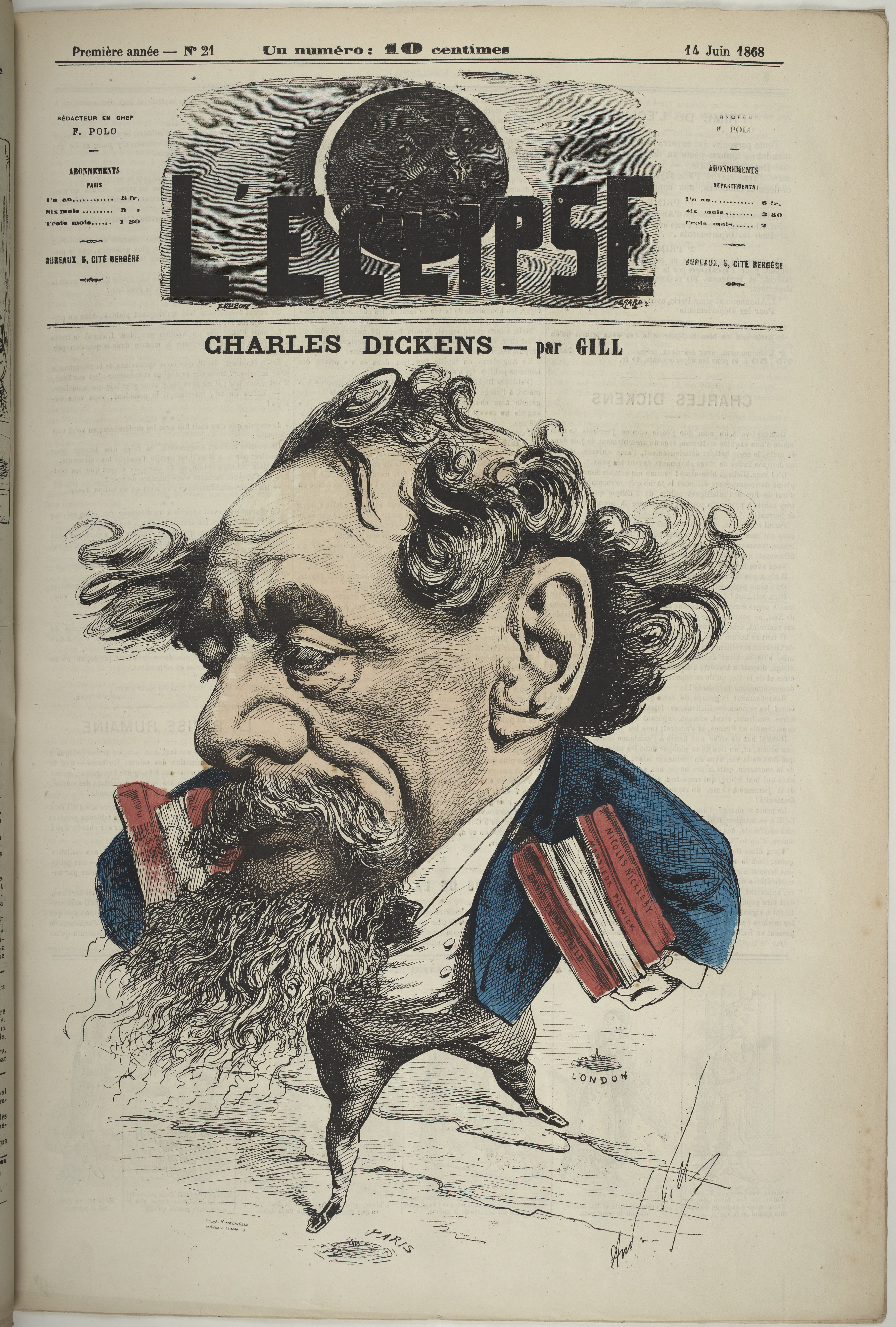
Charles Dickens traversant la Manche en emportant ses livres (1868)
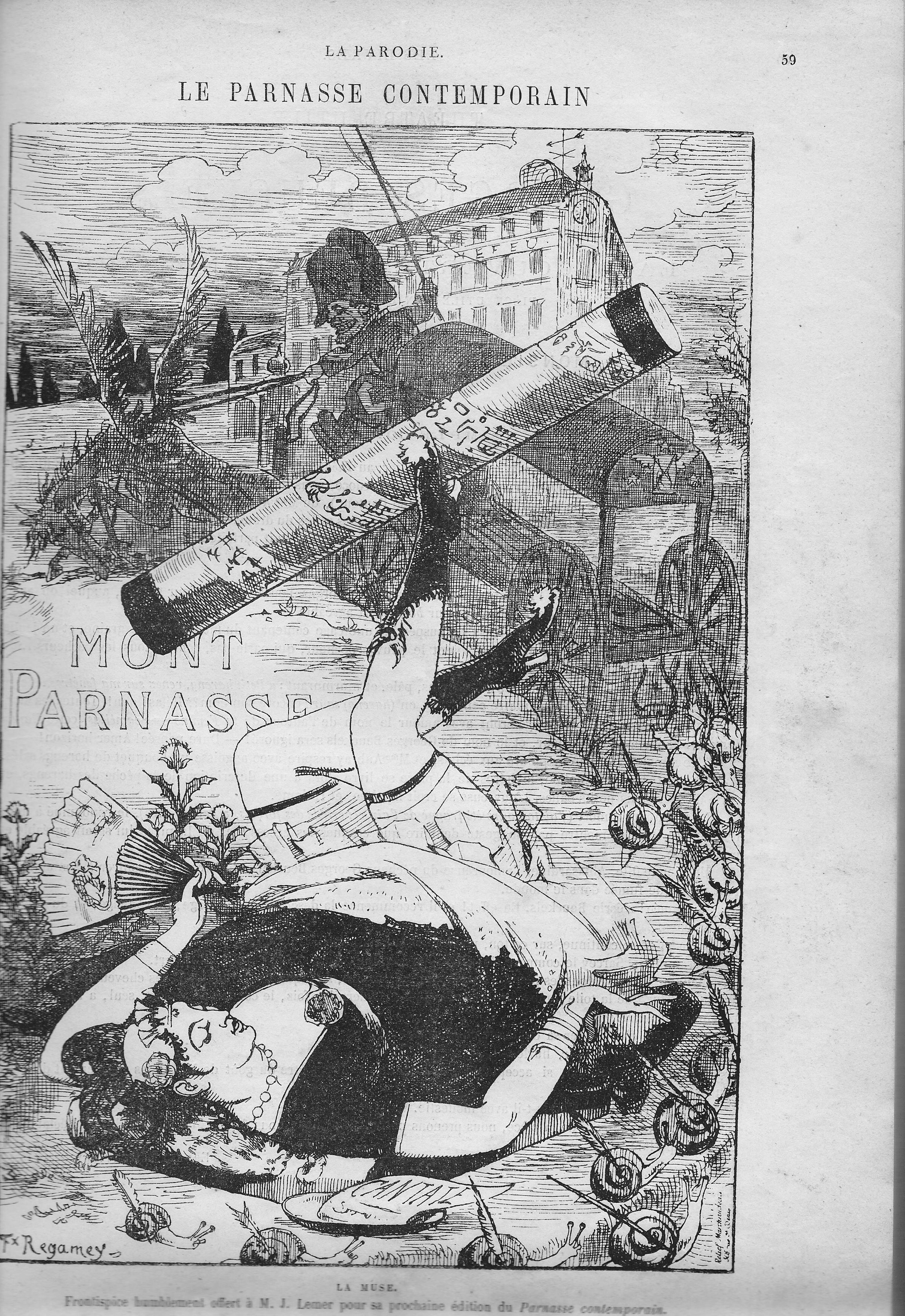
Le Parnasse contemporain vu par Félix Régamey (1869)
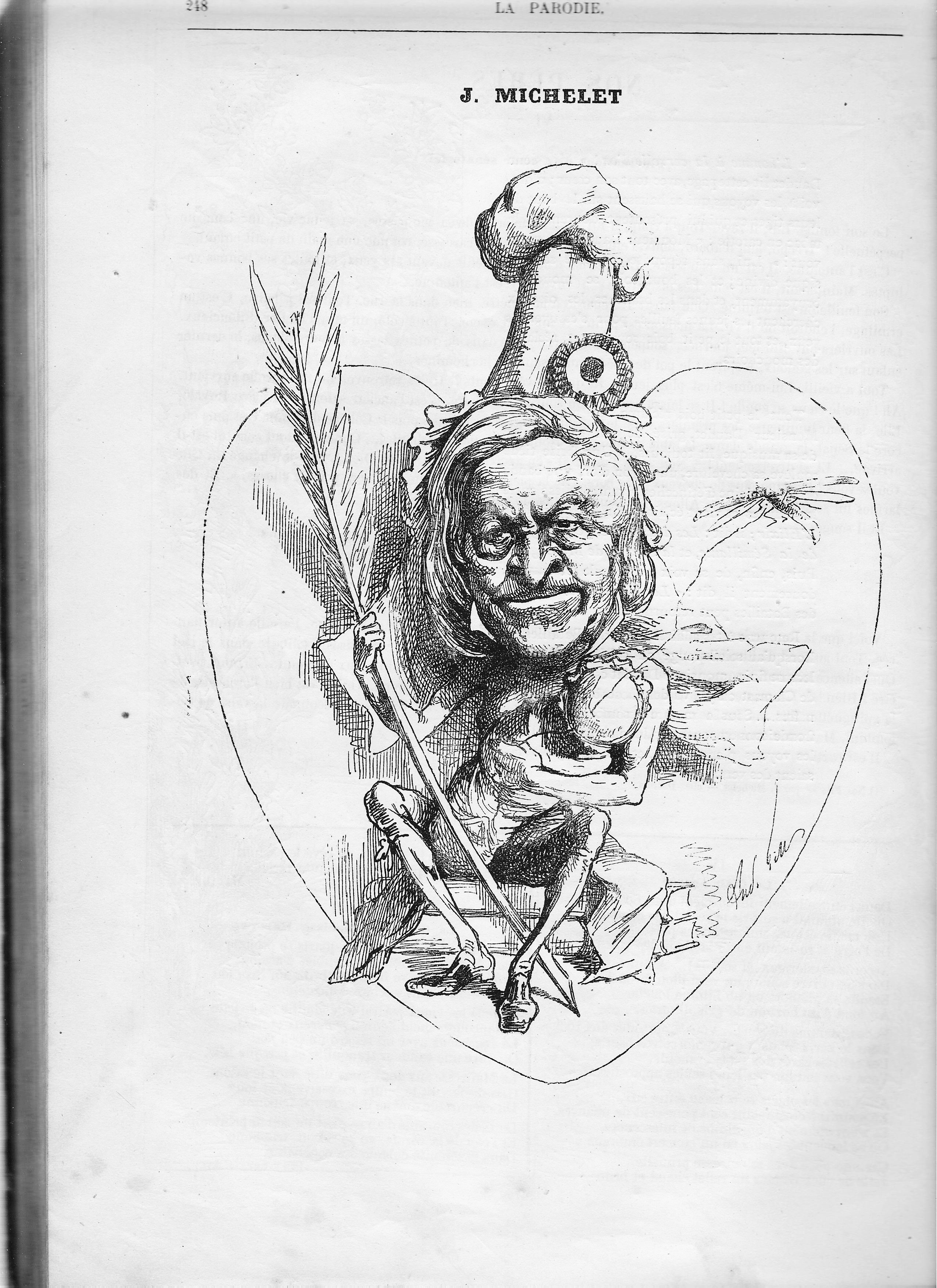
Michelet (1869)
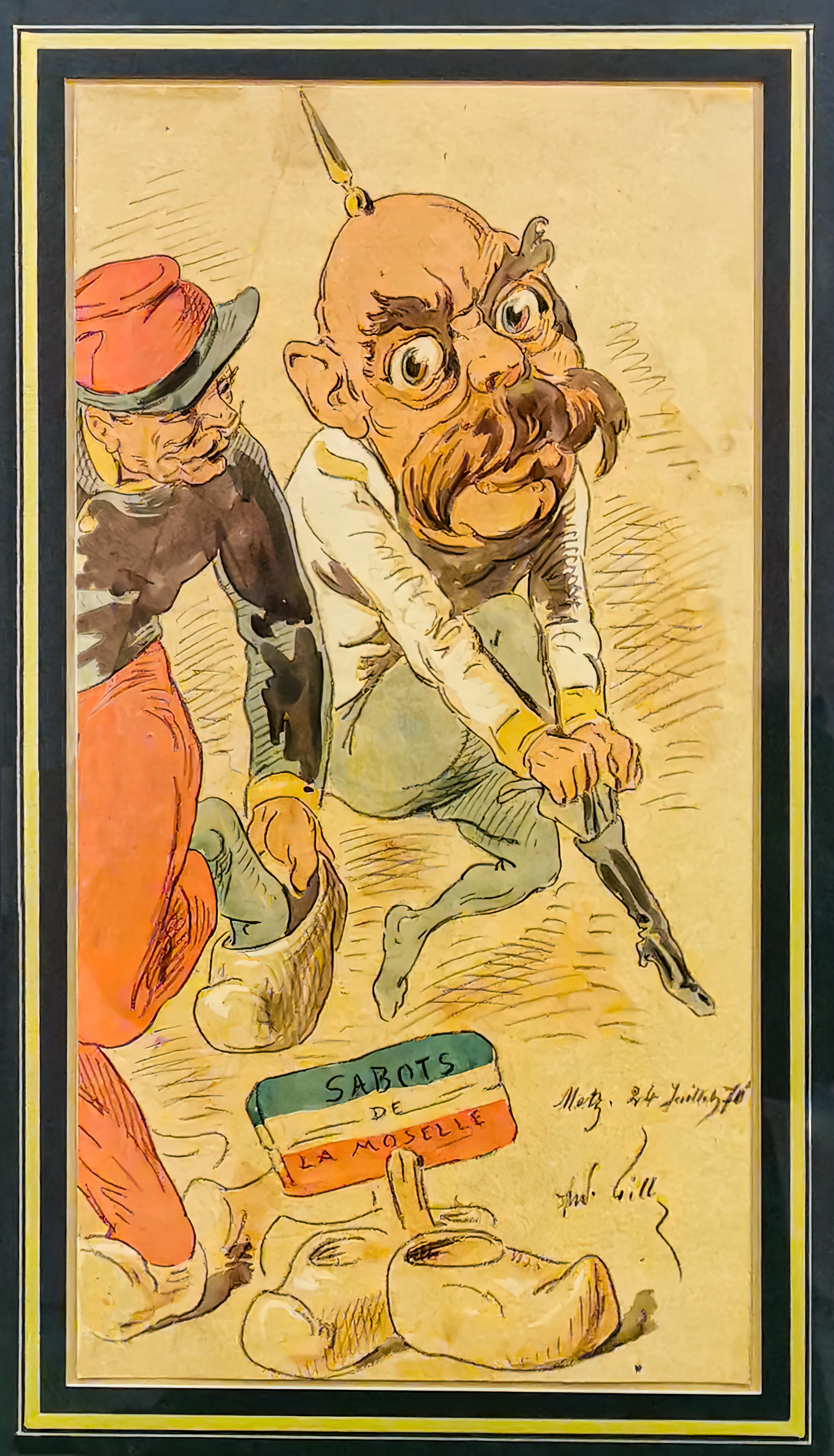
Sabot de la Moselle (1870)
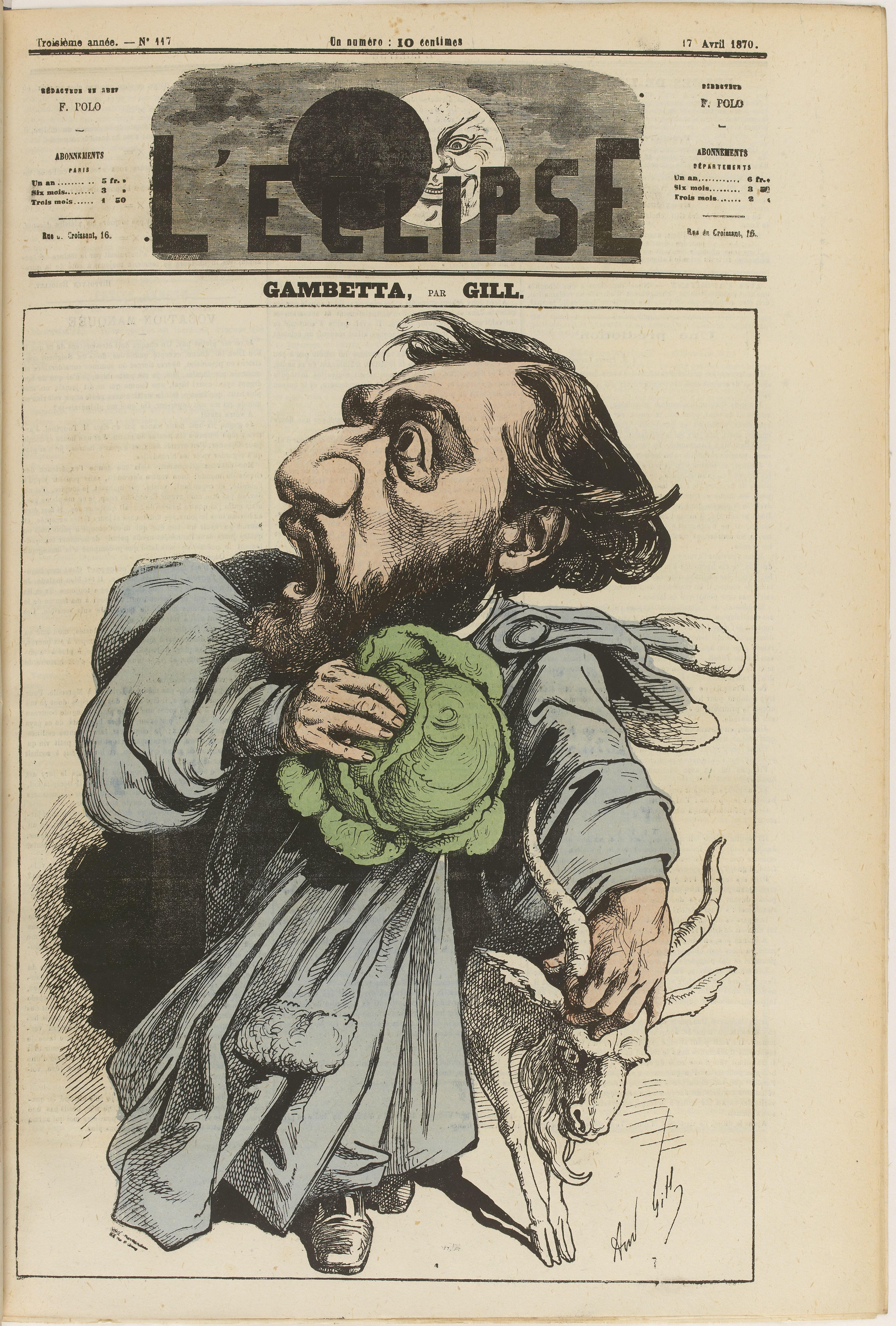
Léon Gambetta
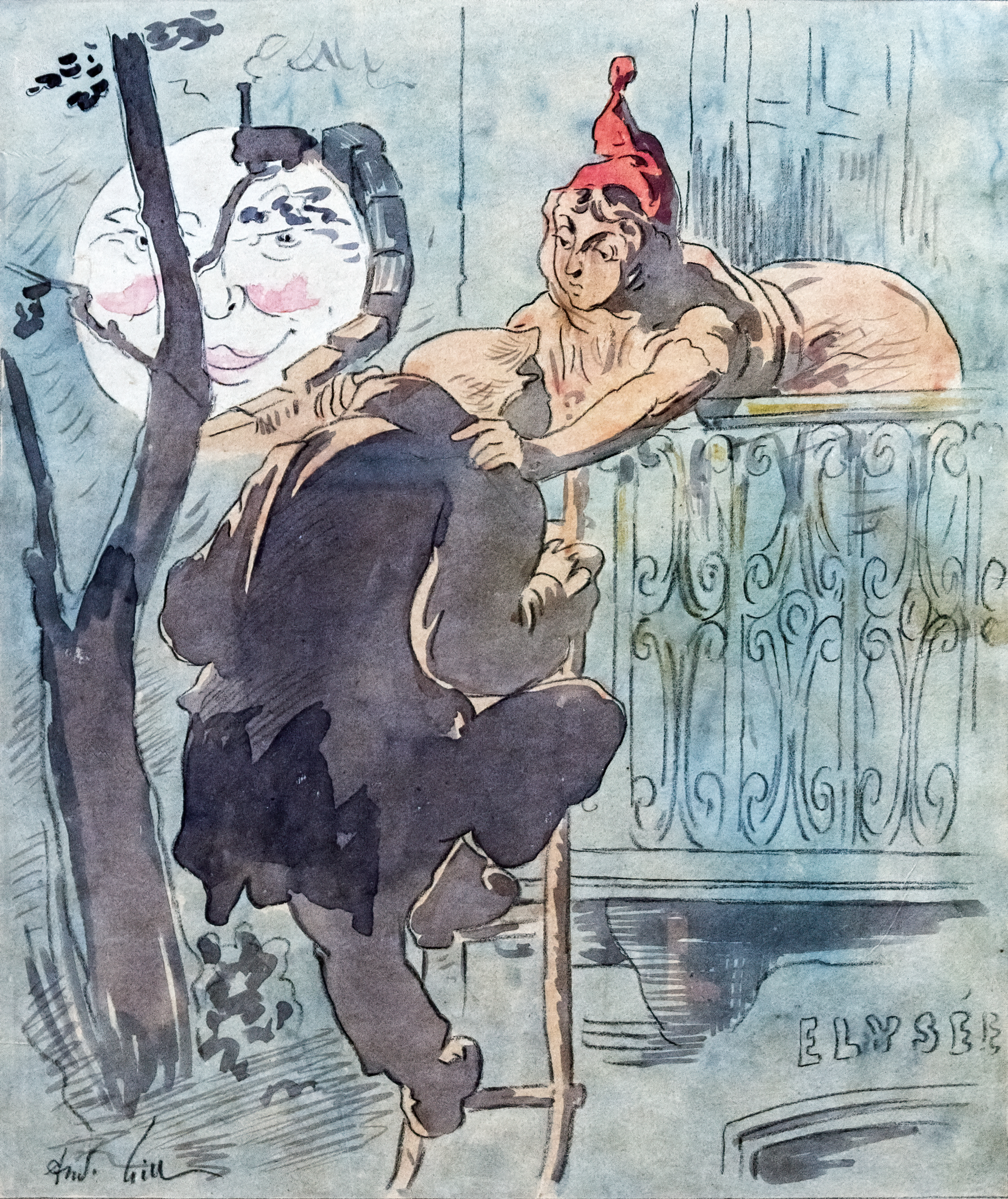
La Marianne repousse l'intrus de l'Elysée (1872)
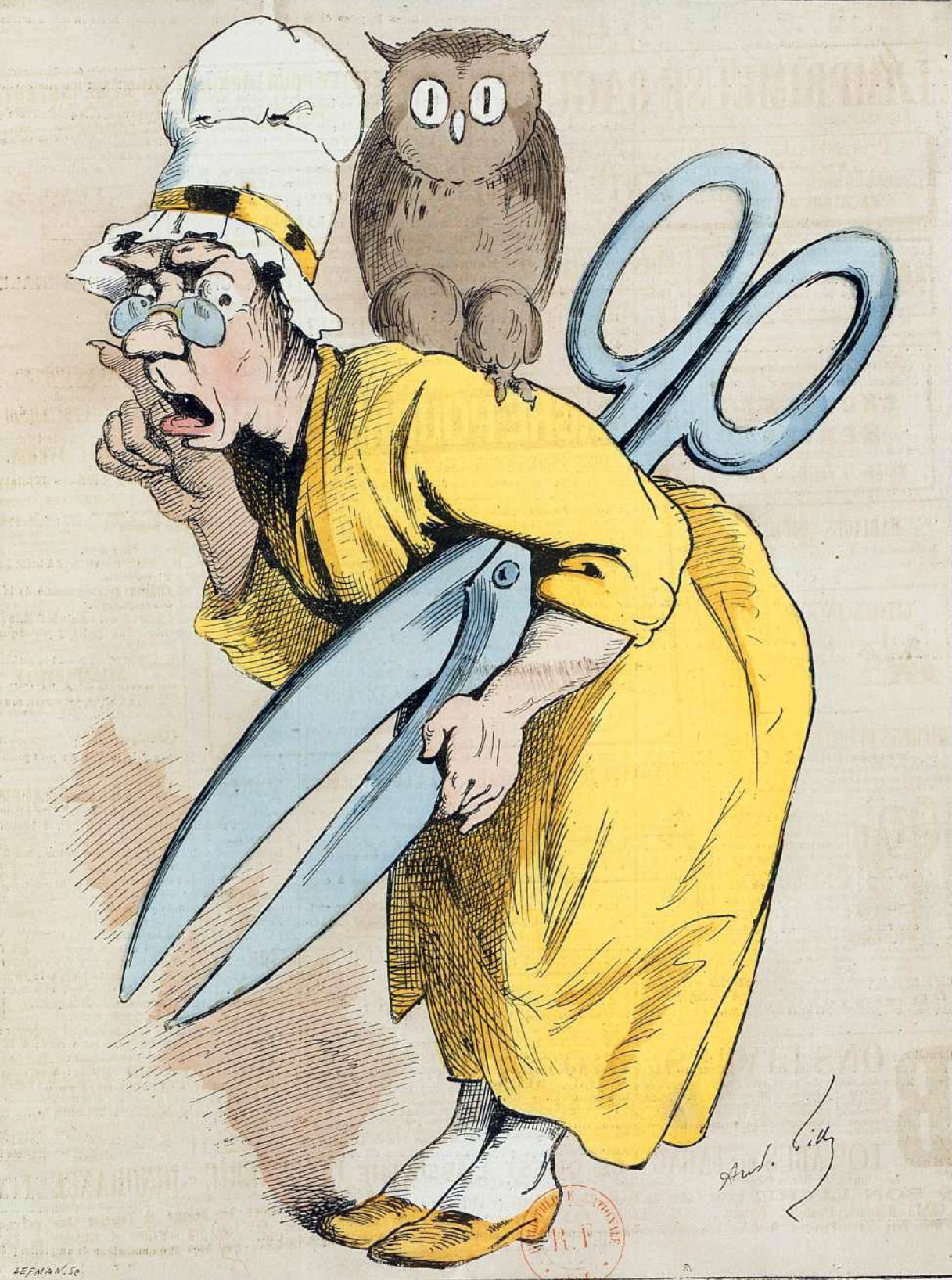
Madame Anastasie (1874)
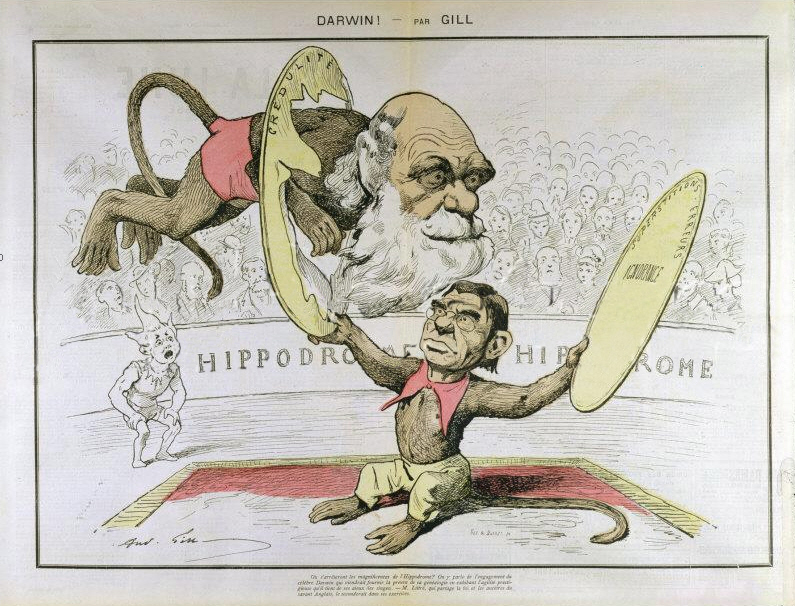
Émile Littré et Charles Darwin (1878)
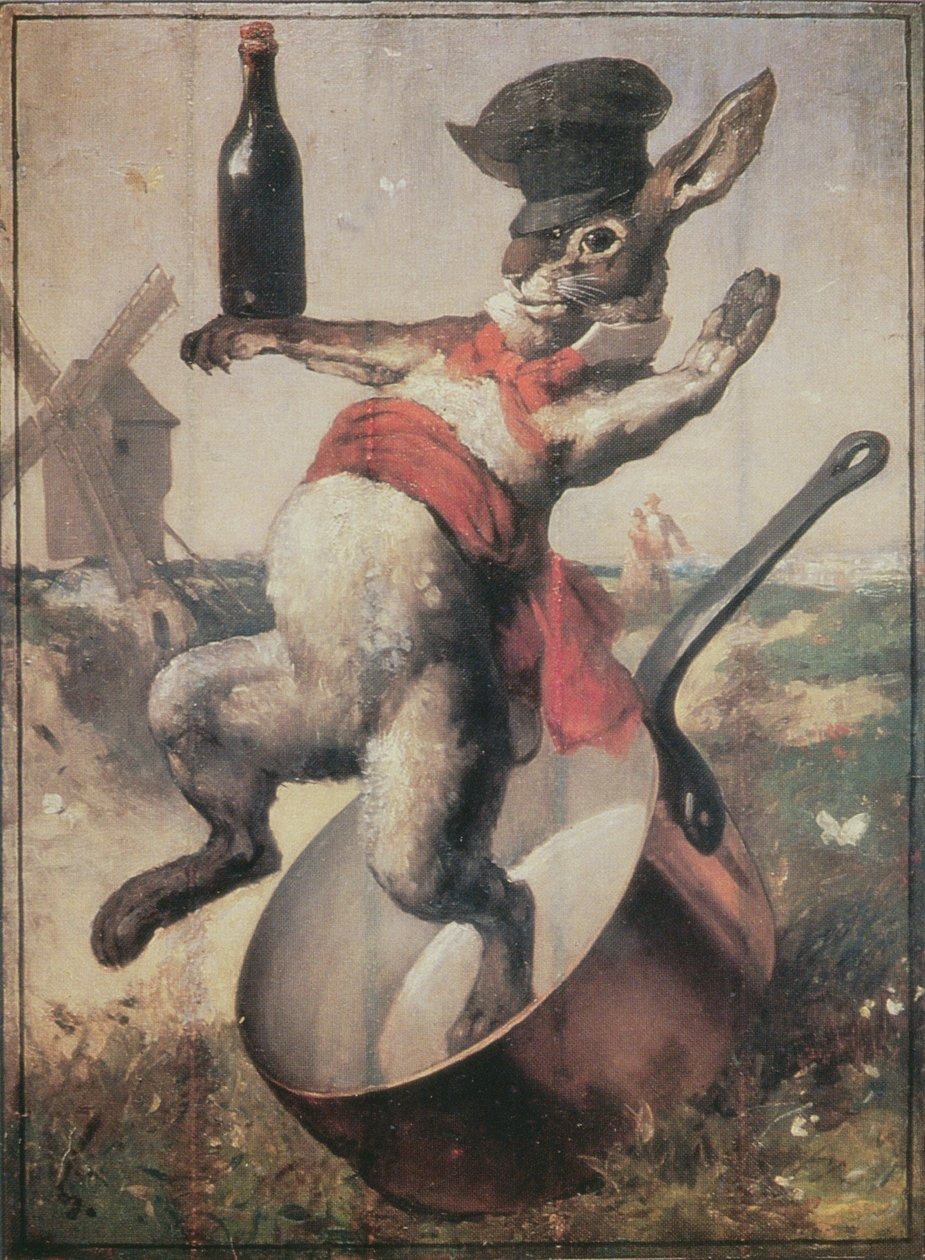
Insegna del Lapin agile (1875)